# جرج سی. پیرس
جرج سی. پیرس (انگلیسی: George Pearce؛ ‏ ۲۶ ژوئن ۱۸۶۵ – ۱۲ اوت ۱۹۴۰) بازیگر اهل ایالات متحده آمریکا بود.
از فیلم‌هایی که وی در آن‌ها نقش داشته‌است، می‌توان به فروشنده دوره‌گرد و زیبای سیاه اشاره نمود.